# Amylocorticium rhodoleucum
Amylocorticium rhodoleucum är en svampart som först beskrevs av Hubert Bourdot, och fick sitt nu gällande namn av J. Erikss. & Ryvarden 1976. Amylocorticium rhodoleucum ingår i släktet Amylocorticium och familjen Amylocorticiaceae.   Inga underarter finns listade i Catalogue of Life.